# Balkanabat

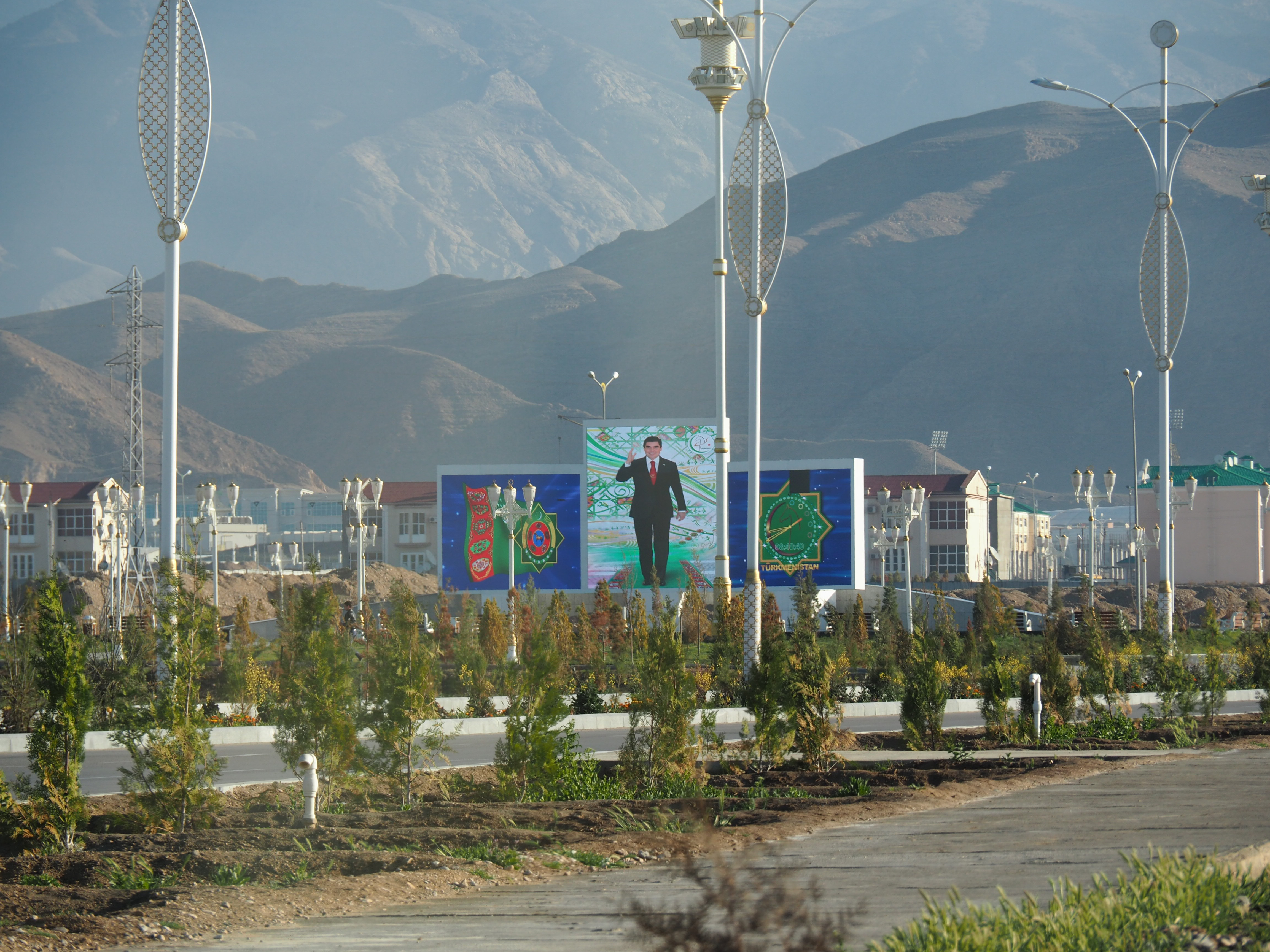
Balkanabat

Balkanabat (russisch Балканабад Balkanabad, bis 2001 Nebit-Dag oder Nebitdag [nɛbɪt͡d̥ˈaːk]) ist die Hauptstadt der Provinz Balkan in West-Turkmenistan mit 108.000 Einwohnern (Stand: 2011).
Sie liegt etwa 600 km nordwestlich der Hauptstadt Aşgabat. Sie wurde 1933 als Station der Transkaspischen Eisenbahn gegründet und hieß bis 1946 Nefte-Dag (russisch Neft: Erdöl). Von 1946 bis 1999 trug sie den Namen Nebit-Dag und erhielt anschließend ihre heutige Bezeichnung. Die Stadt ist ein Industriezentrum für die Öl- und Erdgasverarbeitung.
Das Gebirge Großer Balkan (turkmenisch Uly Balkan, früher auch Großer Baichan) liegt nördlich der Stadt.

## Söhne und Töchter der Stadt
- Laçyn Mämmedowa (* 1980), Pop-Musikerin
- Asat Bairyjew (* 1989), russischer Fußballspieler
- Didar Durdyýew (* 1993), Fußballspieler